# Medalha Emil Wiechert
A Medalha Emil Wiechert (em alemão: Emil-Wiechert-Medaille mais significativa condecoração da Sociedade Geofísica Alemã, concedida desde 1955. A medalha não é acompanhada por um prêmio financeiro.
A Medalha Emil Wiechert é acompanhada por um certificado, sendo concedida em intervalo de tempo irregular de 3 a 5 anos. É denominada em memória do físico e sismólogo alemão Emil Wiechert, que teve a iniciativa de fundar a Sociedade Geofísica Alemã, em 1922, tendo sido também seu primeiro presidente. Com a premiação a sociedade reconhece trabalhos de destaque em geofísica.

## Laureados
- 1955 – Julius Bartels,  Alemanha
- 1956 – Beno Gutenberg,  Estados Unidos/ Alemanha
- 1956 – Albert Defant,  Áustria
- 1964 – Inge Lehmann,  Dinamarca
- 1969 – Sydney Chapman,  Reino Unido
- 1973 – Ludwig Biermann,  Alemanha
- 1978 – Leon Knopoff,  Estados Unidos
- 1982 – Ulrich Schmucker,  Alemanha
- 1986 – Don Lorraine Anderson,  Estados Unidos
- 1988 – Carlo Morelli,  Itália
- 1993 – Norman F. Ness,  Estados Unidos
- 1996 – Keith Runcorn,  Estados Unidos
- 1997 – Gerhard Müller,  Alemanha
- 1998 – Karl-Heinz Rädler,  Alemanha
- 1998 – Friedrich Busse,  Alemanha
- 2003 – Erhard Wielandt,  Alemanha
- 2006 – Mark Zoback,  Estados Unidos
- 2009 – Manik Talwani,  Estados Unidos
- 2011 – Fritz Manfred Neubauer,  Alemanha
- 2014 – Rainer Kind,  Alemanha[2]